# Burg Festenstein
Die Burg Festenstein ist eine Burgruine westlich oberhalb von Andrian in Südtirol (Italien).

## Lage
Die Ruine liegt auf einem steilen Porphyrfelsen über der Gaider Schlucht, etwa 450 Meter über dem Talboden der Etsch, auf dem Gemeindegebiet von Eppan.

## Geschichte

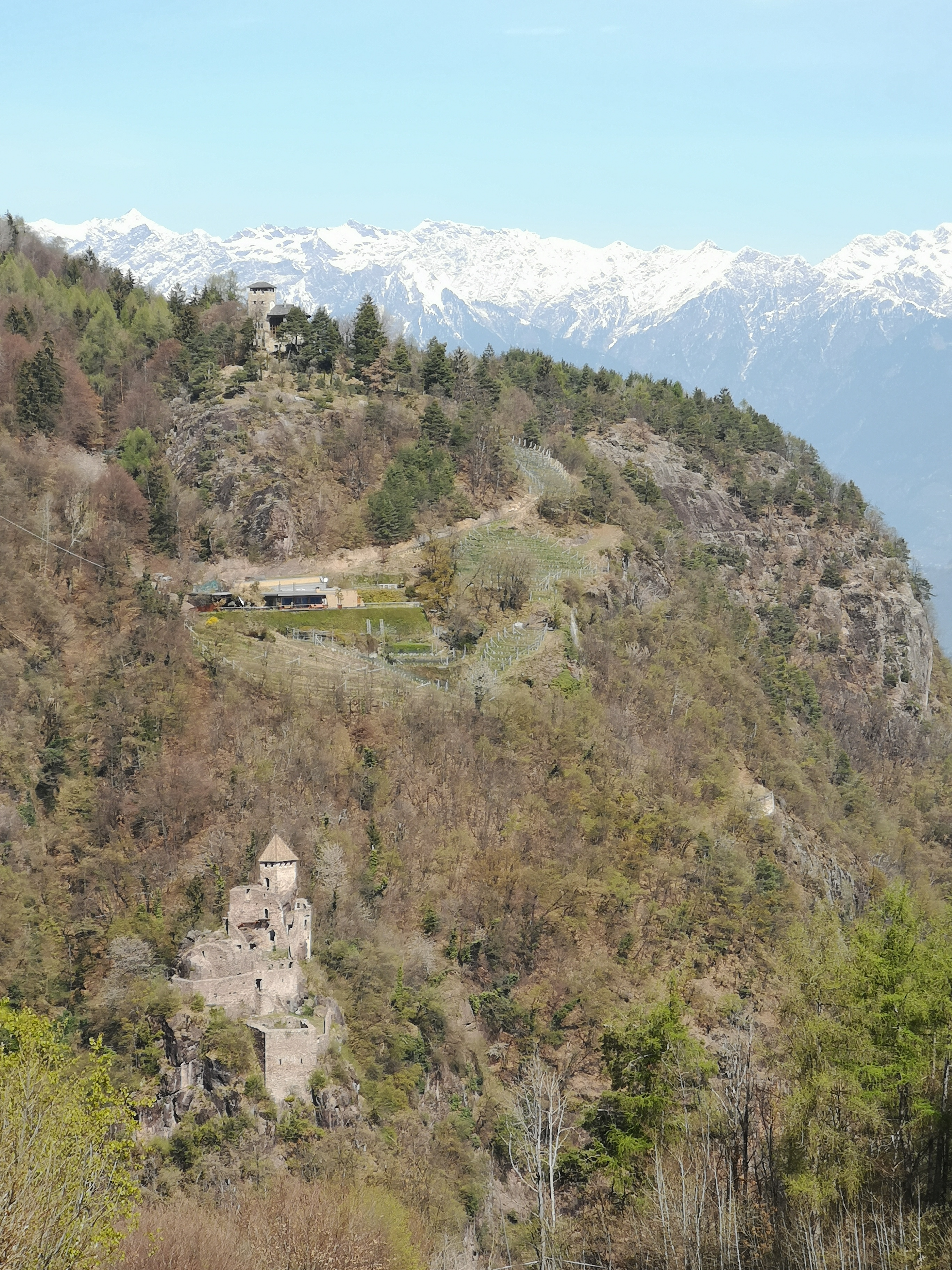
Burg Festenstein von Süden gegen die Texelgruppe

Erste Besitzer und der Zeitpunkt der Erbauung der ältesten Teile der Burg sind unbekannt. Die Burg wird ersturkundlich im Jahr 1395 genannt, als sie Hans von Vilanders als Lehen erhielt, sie dürfte aber bautypologisch noch aus dem frühen 13. Jahrhundert stammen. Später wurde sie von Pflegern verwaltet. 1503 wurde die Burg als „verbrannter Burgstall“ von den Tiroler Landesfürsten an Hans Übelhör übertragen und in der Folge vermutlich von diesem selbst wiederhergestellt. In der Mitte des 17. Jahrhunderts übernahm ein Franz Lanser den Besitz, der 1676 als Franz Lanser von Moß zu Festenstein und als Stadt- und Landrichter zu Gries und Bozen mit seinem Siegel bezeugt ist. 1822 wurde das Lehen von seinen Nachkommen allodifiziert und die Burg anschließend vorbehaltlich das Prädikates verkauft.
1897 kaufte der deutsche Kommerzienrat Julius Vogel (1838–1926) die Halbruine und ließ sie um 1910 restaurieren und den Bergfried überdachen. Nach seinem Tod war die Burg dem Verfall überlassen. 2008 ging die Ruine in das Eigentum von Meinhard Graf Khuen-Belasi über. In den Jahren 2012 und 2013 kam es zu aufwendigen Restaurierungen, die im Wesentlichen der Sicherung des Mauerbestandes dienten. Das Dach des Bergfrieds erhielt unter Verwendung alter Ziegel eine neue Form. Eine von der Torkammer in den Palas geführte Treppe wurde durch eine neue aus Stahl ersetzt, die vom Hof zum Hocheingang führt. Die Anlage wurde entschuttet, Mauerwerk neu verfugt, ein Keller und ein Brunnenschacht freigelegt. In Absprache mit den Gemeinden Eppan und Andrian sollen Begehungen der Anlage angeboten werden; für Veranstaltungen müsste jedoch die Wegesituation von Gaid aus substantiell verbessert werden.

## Anlage
Auf dem Felsen wurde ein nur eingeschossiger Turm erbaut. Die Felswand bildete die Rückseite des Palas. Vorgelagert war ein Burghof und ein Vorbau mit Schlitzscharten. Im Mittelalter war der Zugang zu dem in einigen Metern Höhe liegenden viereckigen ersten Burgtor nur durch eine ausgeklügelte Zugbrückenkonstruktion, die heute kaum mehr erkennbar ist, möglich.
Der Burgweg steigt nach Passieren des – heutzutage verschlossenen – ersten Tores zwischen den Wehrmauern am Fels entlang nach oben. Erst nach Passieren eines zweiten und dritten Tores steht man in dem kleinen, beengten Kehr der Wehranlage. Die Anlage selbst ist aber ausgedehnt und zieht sich weit den Hang auf der dem Angreifer abgewandten Seite hinab.